# 美国众神
《美国众神》（英語：American Gods）是英国作家尼尔·盖曼创作的2001年奇幻小说，曾获得雨果奖和星云奖。其故事围绕神秘寡言的主人公Shadow展开，结合了美国元素、奇幻和多种古代、现代神话。故事的一些桥段曾在漫画《睡魔》系列中出现。小说改编的同名电视剧《美国众神》於2017年4月在Starz电视台首播。

## 版本

### 纸质书
2001年小说在英国和美国分别由Headline Publishing Group、William Morrow首次出版。
2011年6月William Morrow出版了十周年特别纪念版，该版本为“作者修订版”，增加了12000字的新内容。特别纪念版的文本与2003年Hill House Publishers发行的签名限量版及2005年之后Headline Publishing Group在英国出版的版本相同 ，而十周年纪念版是在英国以外的地区首次广泛发行的“作者修订版”。为庆祝出版十周年并宣传本书，作者盖曼也在2011年进行了一次广泛的巡回售书活动。
2017年3月，Folio Society《美国众神》的特别珍藏版出版。这一版本在作者修订版的基础上做了进一步修正，盖曼称之为“前所未有的最新版本（the cleanest text there has ever been）”。

### 有声读物
小说的两个有声版本均由哈珀音像录制发行，分别是：2001年发行的未删节版，George Guidall朗读，对应纸质书第一版的文本；2011年发行的full cast audiobook，包含12000字的新增内容，对应作者修订的十周年纪念版的文本。尼尔·盖曼在博客上预告过后一版本，预告的同时並宣布进行一项比赛：参与者提交试音音频，最终胜出者会被支付所有费用，到纽约参与录制有声读物的一部分。

## 故事梗概
故事的核心是众神依赖人们的信仰存在（一种thoughtform）。众神被移民们带到美国，随着人们信仰的弱化，旧神们的神力也逐渐减弱。相比其他事物，美国人唯独对媒体、明星、科技和毒品始终热情不减，代表这些事物的新神们已然崛起。
Shadow是一个沉默寡言的罪犯，正当他即将出狱时，他的妻子Laura (McCabe) Moon和最好的朋友Robbie Burton同时死于一起车祸，留他在世间孑然一身。刚刚失去了亲人的Shadow找了一份保镖工作，保护Mr. Wednesday——一个神秘的设局骗人的骗子，他似乎了解Shadow比Shadow自己透露的还多。Shadow陪同Mr. Wednesday到美国各地拜访Wednesday不寻常的同行和熟人。直到得知Mr. Wednesday是万物之父奥丁的化身，才明白原来Wednesday是在动员古代神话中的众神在美国的化身——旧神们的法力因信徒的减少而衰弱——参与他与新神们的史诗战争——新神们是互联网、媒体、现代交通方式等现代生活和科技的化身。Shadow因此认识了Mr. Nancy (Anansi)、申諾伯和Mad Sweeney等许多神。其中，Mad Sweeney自称是拉布列康，他给了Shadow一枚有魔力的金币。魔法金币意外落入了Shadow妻子Laura的坟墓，没想到Laura竟起死回生成了半活着的revenant。
Shadow和Mr. Wednesday尝试召集旧神们对抗新神，但他们大多不愿卷入争斗。新神们指使神秘的Mr. World率领一群来历不明的黑衣人劫持了Shadow，但Laura解救了他，解救过程中杀死了几个黑衣人。于是Mr. Wednesday先把Shadow藏在几个埃及神话的神（Thoth、Anubis和Bast，现在他们是Mr. Ibis、Mr. Jacquel和一只平常的棕色家猫，流落在伊利诺伊州开殡仪馆）那里，之后又把他藏进Lakeside镇冷清的Great Lakes社区。Shadow在那里遇到了形形色色的Lakeside本地人：Hinzelmann——一个反复讲述荒诞故事的老家伙、Chad Mulligan——平凡的本地警察局长。Lakeside是一个宁静祥和的地方，但Shadow怀疑当地在平静外表下存在某些反常之处：即使邻近的社区已变成了鬼城，Lakeside依旧不可思议地不受影响，然而Lakeside时有儿童失踪。因为忙于跟随Mr. Wednesday穿越美国，Shadow无法深入调查，只好讨好Johnny Appleseed和女神Easter，寻求他们的帮助。Shadow二人始终被黑衣人追杀，尤其是Mr. Town将朋友们的死归咎于Shadow，因而对他恨之入骨。 
最终新神们提出与Mr. Wednesday谈判，却在会面时谋杀了他。谋杀激怒了其他旧神，他们行动起来，团结一致对抗敌人。根据与Mr. Wednesday的协议，Shadow为Wednesday守夜悼念他，悼念方式是重现奥丁被长矛刺穿挂在“World Tree”上的场景。Shadow因此死去来到冥界，Thoth为他引路，他被Anubis审判。后来Easter把他带回阳世。在他处于生死之间的时间里，得知了自己是Mr. Wednesday的儿子，也是奥丁计划的一部分，并突然意识到Mr. World其实是秘密潜入新神阵营的Low-key Lyesmith (洛基)——这次谋杀是奥丁和洛基一块演出的“双簧”。他们精心安排了Shadow的出生、在狱中与洛基的化身碰面并一手策划了Laura的死。谋杀是洛基设计的圈套的一部分：使新、旧众神间的战争成了向奥丁的献祭，这将恢复奥丁的神力，同时洛基也能在战争的混乱中获益。 
Shadow及时到战斗最惨烈的Rock City调停了争斗。他向双方解释，战争中他们都将一无所获却失去全部——只有奥丁和洛基能够渔翁得利。他告诉众神美国不适合他们，劝他们返回故乡。于是众神启程返乡，奥丁的幽灵慢慢消失，Laura用世界樹的樹枝刺穿自己和洛基，Laura隨後在Shadow拿走魔法金币后死去。
Shadow回到了Lakeside，意外窥见這個镇的秘密：其实失踪的孩子是被Hinzelmann劫持了。实际上Hinzelmann是一个狗头人，在邻近地区都面临经济困难时，他守护了Lakeside，使之繁荣依旧，但代价是人们在不知情的情况下献祭孩子。最终Chad Mulligan在Hinzelmann与Shadow对峙时击毙了他。
Shadow在冰岛遇到了奥丁的又一个化身，这个化身由冰岛原住民的信仰生成，所以比起Mr. Wednesday更接近神话中的形象。Shadow因Mr. Wednesday的胡作非为责怪奥丁，但奥丁回答：“没错，他曾是我。但我不是他。”Shadow把Mr. Wednesday的玻璃义眼送给奥丁，奥丁把它当作纪念品收在皮袋里。Shadow为奥丁变了一个硬币魔术，奥丁看了十分高兴，要求他再表演一次。这次Shadow用了一点真正的魔法，凭空变出魔法金币。他把金币弹到空中，不等金币落下就下了山，告别神回到了人间。
书中还有很多次要情节和对众神来到美国过程的详细叙述，例如：示巴女王做妓女，靠吞食和她睡觉的男人保持青春和法力；阿曼来的推销员遇到了开出租的伊夫利特；首批维京探险家来到美国，同时到达的还有奥丁等他们的众神；康沃尔女人奔向新大陆，不经意间故乡的pixie和仙子（fairy）也在此落户；非洲部落的众神跟着非洲来的奴隶移民加勒比群岛和美国；首批来到美洲的移民的神们在公元前14000年就已诞生。

## 主要人物
- Shadow Moon——刑满释放后不情愿地担任Mr. Wednesday的保镖和随从。
- Laura Moon——Shadow Moon的妻子，故事开始时，在Shadow刑满释放的几天前死于车祸。
- Samantha "Sam" Black Crow——Shadow旅途中搭便车的大学生，后来成为Shadow的好朋友，她自己与Shadow可能有着某种神话的联系。
- Chad Mulligan——热心的警察局长，在Shadow逗留Lakeside镇期间照顾Shadow。

### 旧神
- Mr. Wednesday——奥丁，北欧神话中的知识与智慧之神，善于骗取他人信任。故事的大半时间，他都在争取旧神们的支持，来应对他与新神们间注定发生的战争。星期三（Wednesday）意即“奥丁之日（Wōdan's Day）”。
- Czernobog——斯拉夫神话中的黑暗之神，光明之神Belobog的孪生哥哥。
- The Zorya Sisters——Zorya姐妹是Czernobog的亲戚，她们分布代表晨星（Zorya Utrennyaya）、昏星（Zorya Vechernyaya）和夜星（Zorya Polunochnaya）。斯拉夫神话中，她们是看管末日猎犬Simargl的Daždbog的仆人。猎犬Simargl被拴在北极星上，一旦锁链断开，它将吞噬世界。
- Mr. Nancy——Anansi，非洲民间传说中诡计多端的蜘蛛人。他与以往故事中一样，乐于捉弄愚蠢的人。
- Mr. Ibis——Thoth，古埃及神话中的知识和写作之神。他和Mr. Jacquel在伊利诺伊州的开罗共同经营一家殡仪馆。他爱好把众神被带到美国的历史写成传记。
- Mr. Jaquel——Anubis，古埃及神话中的死亡之神、掌管木乃伊制作的神。他擅长准备会在葬礼上复活的尸体。
- Easter——Ēostre，日耳曼信仰中的黎明女神。
- Mad Sweeney——Suibhne（英语：Buile Shuibhne），古代爱尔兰传说中的国王。自称是“Leprechaun”，这在他的传说中未曾提及，但“Leprechaun”符合美国人对爱尔兰人的刻板印象：比预想中高、满嘴脏话的酗酒者。
- Whiskey Jack——Wisakedjak，阿尔冈昆人神话中的骗子。他和John Chapman住在荒原中的拉科塔人保留地附近，那里的人以为他是Iktomi——拉科塔文化中的骗子.
- John Chapman——Johnny Appleseed
- Low-Key Lyesmith——Loki，北欧神话中的诡计与欺骗之神。
- Hinzelmann——Hinzelmann, 被古代日耳曼部落视为部落守护神的狗头人。他借老人的名义，以每年献祭一个孩子为条件保护Lakeside镇。
- Bilquis——圣经中的示巴女王，被认为是一个半神。故事中她是一个用阴道吞噬男人的妓女。
- Mama-Ji——时母，印度教的时间与破坏女神。不大认同Mr. Wednesday的目标却还是成了他的盟友。

### 新神
- The Technical Boy——计算机和網際網路之神。他坚信新神将取代旧神。作为网路的化身，他就像人们对肥胖、自大、住地下室的网上发帖者的刻板印象。，他自认为打扮得像《黑客帝国》中的角色很酷。尽管他的力量即将超过其他众神，但即使比起其他新神，他仍是最年轻的，所以他看起来像一个长着严重粉刺的青少年。其他角色嘲讽他为“肥小子（the fat kid）”。
- Media——电视女神，化身成Lucy Ricardo（著名情景喜剧《我爱露茜》中的角色）, 玛丽莲·梦露飘浮 和一名女新闻主播。
- The Black Hats——Mr. World、Mr. Town、Mr. Wood和Mr. Stone虽然生活在美国之外，却酷爱“黑色直升机”和“黑衣人”的阴谋论，他们是潜入新神阵营的卧底。
- The Intangibles——现代股票市场的众神，“无形之手”的化身。他们不愿与旧神们正面冲突，因为他们倾向于“让市场的力量说话”。

## 相關訊息
书前题献：
```
献给缺席的朋友——
凯西·艾克
罗杰·泽拉兹尼
以及这当中的所有人
[
4
]
[
5
]
[
註 2
]
```

凯西·阿克和罗杰·泽拉兹尼均为已故小说家。
值得一提的是，小说中的许多城镇和旅游景点存在真实的原型，比如House on the Rock和那里的“世界上最大的旋转木马”，以及Rock City。盖曼在一篇介绍中说，他隐瞒了一些真实地点的准确位置。
按照盖曼的说法，《美国众神》并非基于Diana Wynne Jones的Eight Days of Luke，“虽然它们有着某种奇怪的关系，好像隔着一代的表亲”。他曾构想将众神与一周中的某一天联系起来，但他意识到这个想法已经在Eight Days of Luke里用过了，最终放弃了这样的故事设计。但后来在《美国众神》中还是安排Mr. Wednesday和Shadow在以神命名的那一天碰面。
对于John James的小说Votan，盖曼评价道：“我认为有史以来关于北欧神话最好的书，一定是在我产生了《美国众神》的灵感但没有完成它前，决不允许自己去读的那本。在《美国众神》出版之后，我才十五年来第一次允许自己真正坐下来读这本书，然后我发现它和我预想的一样棒”。
这部小说也和盖曼的系列漫画书《睡魔》共享了部分情节和概念，比如，《美国众神》中Shadow梦见雷鸟群和堆积成山的骨头，《睡魔》的A Dream of a Thousand Cats有类似情节：一只猫说她梦见自己走在堆积成山的白骨上，一只与《美国众神》中雷鸟的描述类似的鸟围着自己盘旋。此外，有一章描写的年轻女孩，很像《睡魔》的角色Delirium。还有穿越美国寻访窘迫的旧神的方式，《睡魔》Brief Lives里Dream公路旅行寻访窘迫的旧神时也用过。

## 网站
早在盖曼创作《美国众神》之时，他的出版商就已为他创建了一个部落格形式的宣传网站。盖曼在上面通报日常写作、修订、出版的进度并宣传本书。小说出版后，网站成了尼尔·盖曼官方网站。直到2010年，盖曼仍定期更新部落格，通报日常的写作、修改、出版进度或是宣传当时的作品。
2008年2月28日，盖曼在日志中宣布，一个月后将在出版商网站上向公众免费提供《美国众神》的全文。

## 奖项和提名
| - 2001年 - 布莱姆·斯托克奖 - 2002年 - 雨果奖最佳长篇小说 - 星云奖最佳长篇小说 - 轨迹奖长篇奇幻小说奖 - SFX杂志奖 - 2003年 - Geffen奖 |  | - 2001年 - 英国科幻协会奖 - 2002年 - 世界奇幻奖 - 国际恐怖小说协会奖 - 创神奇幻奖 - 英国奇幻奖 |

### 其它
2010年5月的一项在线投票评选活动“One Book One Twitter”中，《美国众神》排名第一。

## 电视剧
2014年7月Starz电视台宣布将拍摄连续剧《美国众神》，布莱恩·富勒、麥可·葛林将参与制作。最终布莱恩·富勒和Michael Green担任该剧策划，作者盖曼任执行制片人。
2017年4月, 电视剧《美国众神》在Starz电视台首播。

## 续作
实际上作者盖曼随后的作品Anansi Boys早于《美国众神》 构思，二者共享了一个人物——Mr. Nancy。虽然Anansi Boys并非《美国众神》的续作，但二者很可能处于同一个虚构世界中。
虽然Anansi——非洲传说中的蜘蛛神——在《美国众神》和Anansi Boys中均有出场，暗示二者的联系，但盖曼的写作特色之一就是运用典故，无论是取自其他作者的作品，还是沿用自己作品中用过的架构、桥段。尽管Anansi Boys涉及了《美国众神》中的一些情节（如Mr. Nancy告诉一群妇女他曾参战），但Anansi Boys中的众神都没有提及人们信仰对他们的重要性，而且Anansi Boys中出场的只有非洲和加勒比地区民间传说里的神。
在MTV News2011年6月22日发表的一篇采访中盖曼表示，他有意创作一部《美国众神》的直接续作，似乎在他写作《美国众神》时就曾计划过，续作可能对新神着墨更多。2011年12月，盖曼宣布他将从2012年1月开始创作《美国众神2》。
除了上面提到的续作，盖曼还写过两篇关于Shadow Moon的短篇续集。一篇是首次发表在Legends II的The Monarch of the Glen，故事发生在《美国众神》故事结束之后两年的苏格兰。另一篇是Black Dog, 收入了盖曼的短篇小说集Trigger Warning，故事发生在《美国众神》结束一年之后的英国德比郡的Peak District。
Terry Pratchett的小说Small Gods探讨了类似的众神起源：众神依赖人的信仰存在（thoughtform）。尼尔·盖曼表示自己没有读过这部小说。他解释说因为自己和Pratchett来自同一地域并且有日常电话交流，所以二人有着相似的世界观，在《美国众神》的情节内上，他也向Pratchett寻求过建议。

## 译本

### 汉语译本
- 《美国众神》（简体中文）．戚林译．成都: 四川科学技术出版社, 2006-12-01．ISBN 978-753-6459-50-2
- 《美國眾神》（繁体中文）．陳瀅如、陳敬旻译．繆思出版，2007-08．ISBN 978-986-7399-84-7
- 《美國眾神》（繁体中文）．陳瀅如、陳敬旻译．木馬文化, 2017-04-26．ISBN 9789863593492
- 《美国众神》（十周年作者修订版）（简体中文）．戚林译．北京联合出版公司, 2017-04-30．ISBN 978-7-5502-9714-2

### 其他语言
- Amerikāņu dievi（拉脱维亚语），ISBN 978-9934-0-2282-1
- Ameerika jumalad（爱沙尼亚语），ISBN 9985-62-181-6
- Amerykańscy bogowie（波兰语），ISBN 83-89004-10-0
- Zei Americani（罗马尼亚语），ISBN 973-733-070-6
- אלים אמריקאים（Elim Amerikaim）（希伯来语）
- American Gods（意大利语），ISBN 88-04-52083-3
- Deuses Americanos（葡萄牙语），ISBN 85-87193-59-7
- Američtí bohové（捷克语），ISBN 80-85911-98-1
- Americkí bohovia（斯洛伐克语），ISBN 978-80-556-0754-2
- Unohdetut jumalat（"Forgotten Gods"）（芬兰语），ISBN 951-1-18055-X
- Amerikai istenek（匈牙利语），ISBN 9786155049705
- American Gods（西班牙语），ISBN 84-8431-627-0
- Američki Bogovi（克罗地亚语），ISBN 953-220-126-2
- Ameriški bogovi（斯洛文尼亚语），ISBN 978-961-274-129-7
- Aмерички Богови（塞尔维亚语），ISBN 86-7436-039-4
- Американские Боги（Amerikanskie bogi）（俄语），ISBN 5-17-019844-2
- Amerikos dievai（立陶宛语），ISBN 9986-97-101-2
- Amerikan Tanrıları（土耳其语），ISBN 978-975-10-1904-2
- American Gods（德语），ISBN 3-453-40037-2
- Amerikanska gudar（瑞典语），ISBN 91-37-12227-4
- Amerikanske guder（挪威语），ISBN 978-82-93059-50-9
- Amerikanske guder（丹麦语），ISBN 978-87-71375-44-2
- Ο Πόλεμος των Θεών（O Polemos ton Theon/ The War of the Gods）（希腊语）
- American Gods（法语），ISBN 978-2-290-33041-8
- Американски богове（保加利亚语），ISBN 954-585-519-3
- 신들의 전쟁（상），신들의 전쟁（하）（朝鲜语），ISBN 978-89-6017-268-5，ISBN 978-89-6017-269-2
- Amerikaanse Goden（荷兰语），ISBN 90-245-4261-8，ISBN 978-90-245-4261-1
- ამერიკელი ღმერთები（格鲁吉亚语）ISBN 978-9941236631
- アメリカン・ゴッズ（日语），ISBN 978-4047916081，ISBN 978-4047916098
- Американские боги（俄语），ISBN 978-5170454716，ISBN 978-5971354659

## 引用文献
- Gaiman, Neil. . Neil Gaiman's Journal. 2007-03-01  [2007-01-03]. （原始内容存档于2007-10-15）.